# Caradrina brandti
Caradrina brandti là một loài bướm đêm trong họ Noctuidae.